# Црква Рођења Светог Јована Крститеља у Првонеку
Црква Рођења Светог Јована Крститеља у Првонеку, насељеном месту на територији Градске општине Врањска Бања, православни је храм који припада Епархији врањској Српске православне цркве.
Црква посвећена Рођења Светом Јовану Крститељу изграђена је 1881. године као једнобродна грађевина, са тространом олтарском апсидом на истоку. Саграђена је од необрађног камена, омалтерисана и окречена у бело.
У натпису изнад јужних врата на западној фасади стоји:
Храм Рождества Светог Јована - црква првонечка подигнута је 1819. године од народа добровољним прилогом. Покретач је био господин Мијаило Младеновић, свештеник и тутор Иван Станковић. Положен је Свети Антиминс, 1880. год. 24. јула. Освећена је и миропомазана 1898. год. 26. октомвра од Господина Никанора, епископа нишког. Приложио за овај спис - Име непознато - Зидар из Стари Глог.
На звону пише: Ово звоно обштине првонечке храма Рождества Светог Јована 1884. године.
Натписи на фасади и звону указују на периоде изградње и обнове цркве, а на самом иконостасу са 48 икона налазе се два натписа, на којима је датиран тачан датум изградње, односно обнове цркве, а то је 21. август 1881. године, па се све ове године могу узети као значајне за време настанка ове цркве.
Иконе на престолу дело су зографа блиског Адамчету Живописцу. Све целивајуће иконе радио је један сликар, али његово име није познато.